# Heinkel HD 17
Die Heinkel HD 17 war ein deutsches Aufklärungsflugzeug der Ernst Heinkel Flugzeugwerke. Das Kürzel HD steht für „Heinkel Doppeldecker“.

## Entwicklung
Die HD 17 wurde 1923/1924 im Auftrag des US-amerikanischen Flugzeugherstellers Cox-Klemin entwickelt. Obwohl zu dieser Zeit der Bau bewaffneter Militärflugzeuge in Deutschland streng untersagt war, wurden 1924 im Heinkel-Werk in Warnemünde zwei Exemplare mit verschiedenen Antrieben gebaut, die Werknummer 216 mit einem Napier-Lion- und die Nummer 217 mit einem Liberty-Motor. Aus diesem Verbot resultiert auch die immer wieder in der Literatur zu findende falsche Aussage, die Flugzeuge seien bei der schwedischen Svenska Aero entstanden, da dies aus Verschleierungsgründen stets in offiziellen Dokumenten so angegeben wurde. So trat die Heinkel-Schwesterfirma aus Lidingö auch in den Lieferpapieren als Exporteur in Erscheinung, mit denen die beiden HD 17 ausgestattet noch im gleichen Jahr in die USA verschifft wurden.

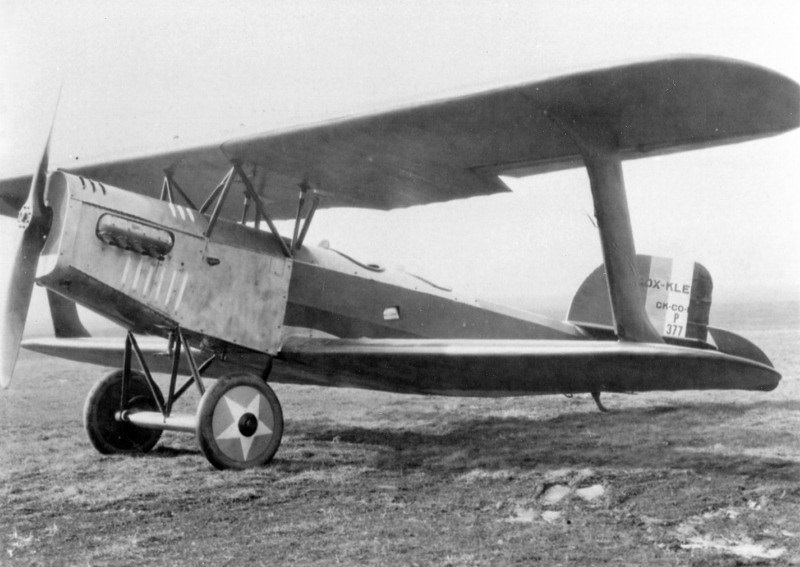
HD 17 als Cox-Klemin CO-2

In den USA angekommen wurden sie von Cox-Klemin als eigene Erzeugnisse mit den Bezeichnungen CO-1 bzw. CO-2 deklariert. Dergestalt wurden sie anschließend von der Firma für einen Wettbewerb angemeldet, den die US Army zur Auswahl eines Armeeaufklärers im Sommer 1924 auf dem McCook Field in Dayton durchführte. Dort erhielten die beiden HD 17 die militärischen Erprobungskennzeichen P–377 und P–379. Ernst Heinkel selbst nutzte im November selben Jahres diesen Anlass für eine Geschäftsreise in die USA, um bei einem eventuell erfolgreichen Abschneiden der Konstruktion weitere Abschlüsse vor Ort tätigen zu können. Diese Hoffnung erfüllte sich nicht, die beiden Flugzeuge wurden von der Flugversuchsabteilung der Armee zwar einer gründlichen Erprobung unterzogen, jedoch als schlechteste der Wettbewerbsflugzeuge nach der Atlantic AO-1 und den beiden Flugzeugen der Engineering Division (CO-5 und CO-6) beurteilt und wieder an Cox-Klemin zurückgegeben. Weder für die Cox-Klemin noch für die anderen Wettbewerbsteilnehmer wurde ein Serienauftrag erteilt. Stattdessen scheinen die HD 17 im Anschluss an zivile Eigner abgegeben worden zu sein. Zumindest die Werknummer 217 flog ab Dezember 1926 mit der Registrierung 1189 für die General-Airways-Fluggesellschaft und wurde im Oktober 1927 an die Firma Sky Signs of America abgegeben. Letztmals nachgewiesen ist sie im Sommer 1929, als sie in Wichita während eines Sturms stark beschädigt, aber wieder aufgebaut wurde; ihr weiterer Verbleib ist unbekannt.

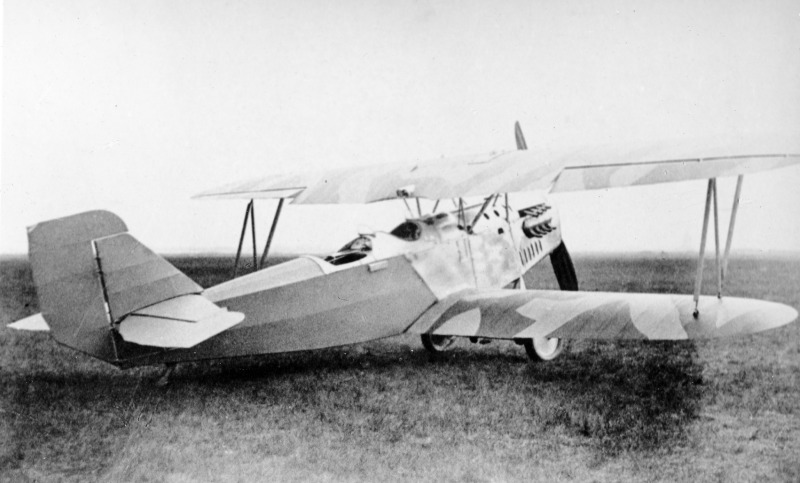
HD 17 mit geänderter Seitenflosse

1926 wurde im Auftrag der Reichswehr eine kleine Serie von sieben weiteren HD 17 mit den Werknummern 239–245 aufgelegt. Sie unterschieden sich von den zwei Jahre zuvor gebauten Exemplaren durch eine Seitenflosse mit schräg ansteigender statt abgerundeter Schneide, einem mit Hornausgleich versehenen Seitenruder und der Verwendung von N- statt I-Stielen als Verbindung zwischen Ober- und Unterflügel. Als Antrieb wurde das Napier-Lion-Triebwerk übernommen. Am 16. April 1926 führte das erste Exemplar in Warnemünde einige Versuchsflüge vor Vertretern des Luftfahrtreferats der Reichswehr durch und offenbarte einige kleinere Schwächen in der Steuerbarkeit, die aber leicht zu beseitigen waren. Die restlichen im Folgemonat fertiggestellten HD 17 konnten vorerst nicht eingeflogen werden, da die dazu gehörigen Napier-Motoren wegen der alliierten Beschränkungen nicht offiziell beschafft werden konnten, sondern über Umwege nach Warnemünde gelangen mussten. Ob auch ein Lizenzbau des Musters bei der Arado Handelsgesellschaft, wie schon im Fall der HD 21 und HD 32 geschehen, in Betracht gezogen wurde, kann nur vermutet werden, da ein solches Vorhaben nicht zur Ausführung kam. Als die Motoren schließlich verfügbar waren, wurden sämtliche HD 17 an die Geheime Fliegerschule und Erprobungsstätte der Reichswehr in der Sowjetunion geliefert und dort zur Ausbildung von Beobachtern und Bomberpiloten geflogen. Eine davon ging am 7. Oktober 1927 bei einer missglückten Landung zu Bruch, von den restlichen waren 1929 noch sechs und im Mai 1933 noch vier im Einsatz.

## Aufbau
Die HD 17 ist ein einstieliger, freitragender und stark positiv gestaffelter Doppeldecker in Gemischtbauweise mit Spornfahrwerk.
Rumpf
Den Rumpf bildet ein aus vier Längsholmen und Querrahmen bestehendes und innenseitig mit Stahldraht- und litzen verspanntes Stahlrohrgerüst. Es besitzt einen viereckigen Querschnitt mit einer Wölbung auf der Oberseite und läuft in eine senkrechte Heckschneide aus. Der ebenfalls aus Stahlrohr gebildete Motorträger ist mit dem dahinterliegenden Tank bis zum vor dem ersten Sitz befindlichen Brandschott hin mit Aluminiumblech verkleidet, der übrige Rumpf ist mit Stoff bespannt.
Tragwerk
Die Tragflächen sind zweiteilig und bestehen aus einem mit zwei Kastenholmen und Sperrholzrippen versehenen Holzrahmen. Der Oberflügel ist durchgehend ausgeführt und zum Unterflügel stark nach vorn gestaffelt. Die Unterseiten sind von der Flügelnase bis zum hinteren Holm mit Sperrholz beplankt, die restliche Fläche besitzt eine Stoffbespannung. Die Flügel sind untereinander entweder mit I- oder mit N-Stielen verbunden und nicht verspannt. Die Baldachin-Verbindung besteht aus Stahlrohrstreben. Im Oberflügel sind die Querruder und weitere Kraftstoffbehälter untergebracht, die zusammen mit dem Rumpftank etwa 690 Liter fassen können.
Leitwerk
Das Leitwerk ist freitragend in Normalbauweise ausgeführt. Seitenflosse und -ruder sowie das Höhenruder sind mit Stoff bespannte Stahlrohrkonstruktionen, die Höhenflosse besteht aus Holz und ist im Flug verstellbar ausgeführt. Bei der Ausführung von 1926 ist das Seitenruder mit einem Hornausgleich versehen.
Fahrwerk
Die HD 17 besitzt ein starres Hauptfahrwerk mit durchgehender Achse und Gummifederung. Am Heck befindet sich ein ebenfalls gummigefederter Schleifsporn.

## Technische Daten

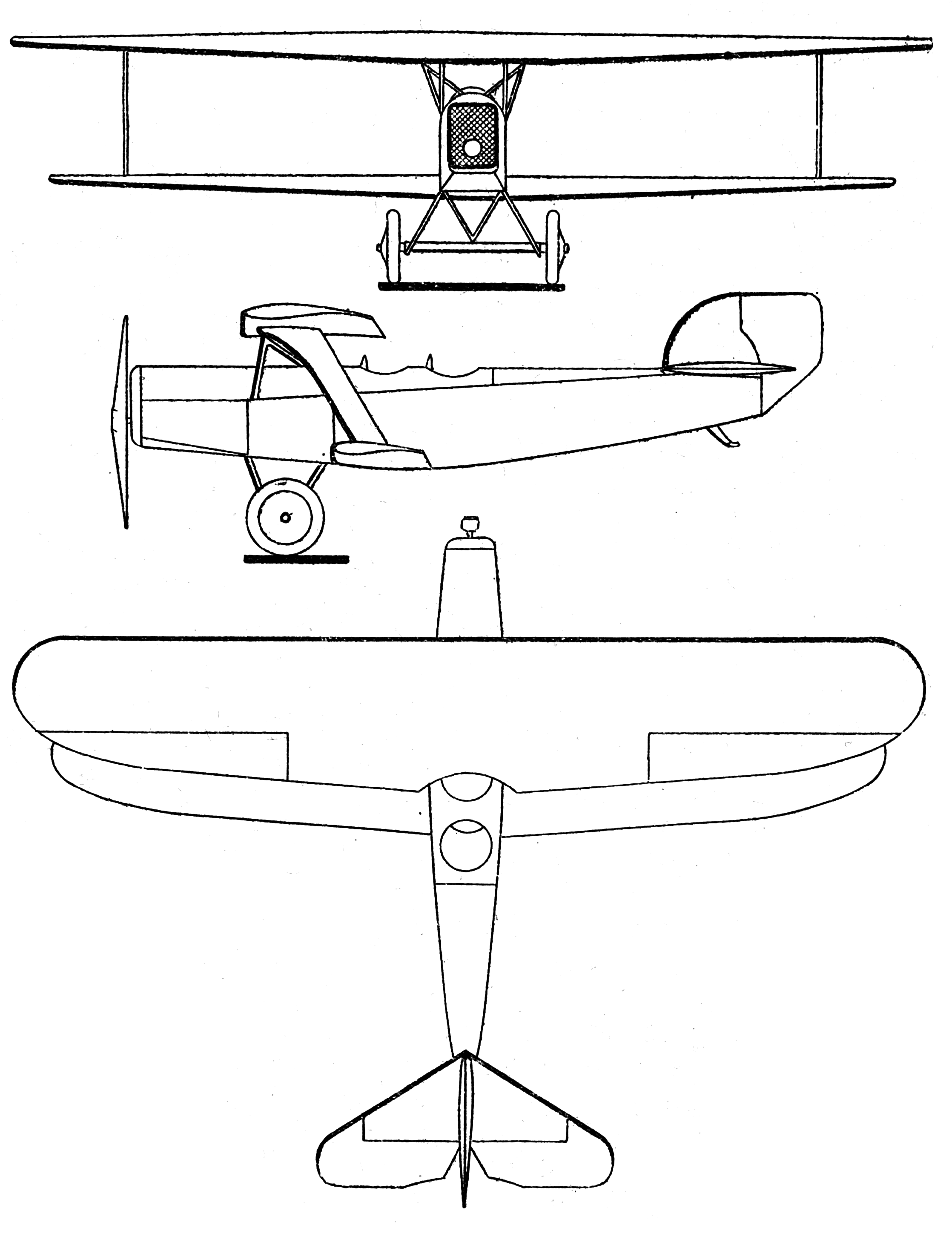
Dreiseitenansicht

| Kenngröße             | HD 17 (1924)                                             | HD 17 (1926)                                             |
| --------------------- | -------------------------------------------------------- | -------------------------------------------------------- |
| Besatzung             | 2                                                        | 2                                                        |
| Spannweite            | oben 12,80 m unten 11,40                                 | oben 12,90 m unten 11,43 m                               |
| Länge                 | 9,18 m                                                   | 9,30 m                                                   |
| Höhe                  | 3,25 m                                                   | 3,6 m                                                    |
| Flügelfläche          | 40,6 m²                                                  | 39,02 m²                                                 |
| Rüstmasse             | 1380 kg                                                  | 1369 kg                                                  |
| Zuladung              | 820 kg                                                   | 779 kg                                                   |
| Startmasse            | 2200 kg                                                  | 2148 kg                                                  |
| Antrieb               | ein flüssigkeitsgekühlter Zwölfzylinder-Viertakt-W-Motor | ein flüssigkeitsgekühlter Zwölfzylinder-Viertakt-W-Motor |
| Typ                   | Napier Lion XI                                           | Napier Lion XI                                           |
| Kraftstoff            | ≈ 690 l                                                  | ≈ 690 l                                                  |
| Startleistung         | 575 PS (423 kW)                                          | 575 PS (423 kW)                                          |
| Dauerleistung         | 450 PS (331 kW)                                          | 450 PS (331 kW)                                          |
| Höchstgeschwindigkeit | 220 km/h in 1000 m Höhe                                  | 225 km/h in 1220 m Höhe                                  |
| Reisegeschwindigkeit  | 200 km/h                                                 | 200 km/h                                                 |
| Landegeschwindigkeit  | 90 km/h                                                  | 140 km/h                                                 |
| Steiggeschwindigkeit  | 4,8 m/s                                                  | k. A.                                                    |
| Steigzeit             | 3,5 min auf 1000 m Höhe 12,0 min auf 3000 m Höhe         | 11,0 min auf 3000 m Höhe                                 |
| Reichweite            | k. A.                                                    | k. A.                                                    |
| Dienstgipfelhöhe      | 6500 m                                                   | 6360 m                                                   |